# ГЕС Кунда III
ГЕС Кунда III — гідроелектростанція на півдні Індії у штаті Тамілнад. Знаходячись між ГЕС Кунда II (вище по течії) і ГЕС Кунда IV, входить до складу гідровузла у сточищі річки Бхавані, правої притоки Кавері (кількома рукавами впадає у Бенгальську затоку за пів сотні кілометрів на південь від Пудучеррі).
Відпрацьована на станції верхнього рівня вода потрапляє у потрапляє у нижній балансуючий резервуар, створений на потоці Пегумбахалла (права притока Кунди, яка в свою чергу є лівою притокою Бхавані) за допомогою мурованої греблі Pegumbahallah Forebay (Geddai) висотою 55 метрів та довжиною 181 метр, що потребувала 121 тис. м3 матеріалу. Вона утримує водойму з корисним об'ємом 0,68 млн м3 та припустимим коливанням рівня поверхні між позначками 835 та 869 метрів НРМ.
Звідси ресурс подається по головному дериваційному тунелю, що на своєму шляху проходить під руслом річки Кунда та прямує до розташованого за 9 км вузла клапанів. Сюди ж надходить додатковий ресурс, відібраний на лівобережжі Бхвані за допомогою водозабірних гребель Kattery Weir (перекриває річку Каллар, яка впадає у Бхвані нижче від Кунди) та Niralapallam Weir (на потоці, що приєднується до Бхвані між щойно згаданими Кундою та Каллар). Остання з названих споруд має висоту 18 метрів, довжину 60 метрів, та знаходиться за 3,6 км від вузла клапанів.
Далі ресурс подається через три напірні водоводи довжиною по 1,1 км зі спадаючим діаметром від 2,4 до 2,1 метра. Вони живлять розміщені в машинному залі три турбіни типу Пелтон потужністю по 60 МВт, які працюють при напорі у 440 метрів. При цьому два гідроагрегати ввели в експлуатацію у 1965-му, а ще один додали у 1978-му.
Відпрацьована вода відводиться по долині струмка за 1,2 км до сховища ГЕС Кунда IV, розташованого вже на річці Бхавані.